# Pascal Groß
Pascal Groß (født 15. juni 1991) er en tysk professionel fodboldspiller, som spiller for Bundesliga-klubben Borussia Dortmund og Tysklands landshold.

## Klubkarriere

### 1899 Hoffenheim
Groß begyndte sin karriere hos 1899 Hoffenheim, hvor han gjorde sin professionelle debut i maj 2009.

### Karlsruher SC
Groß skiftede i januar 2011 til Karlsruher SC. Han havde sit førsteholdsgennembrud i 2012-13 sæsonen, dog sæsonen endte med at Karlsruher rykkede ned i 3. Liga.

### Ingolstadt
Groß skiftede i juli 2012 til FC ingolstadt 04. Han etablerede sig med det samme som en fast mand på midtbanen for Die Schanzer. Han spillede i 2014-15 sæsonen en central rolle i, at Ingolstadt for første gang i klubbens historie rykkede op i Bundesligaen.
Hans bedste individuelle sæson for Ingolstadt var i 2016-17 sæsonen, hvor at han skabte flere chancer i sæsonen, end nogen anden spiller i Bundesligaen. Dette var dog ikke nok til at redde Ingolstadt fra nedrykning.

### Brighton & Hove Albion
Groß skiftede i maj 2017 til Premier League-klubben Brighton & Hove Albion. Han scorede sit debutmål for klubben den 9. september 2017 i en kamp imod West Bromwich Albion. Dette var et især historisk mål for klubben, da det var Brightons første mål i Premier League nogensinde. Hans debutsæson i Brighton var en stor succes, og efter sæsonen blev han stemt til årets spiller i klubben.
Groß spillede den 23. september 2020 sin kamp nummer 100 for klubben.
Groß scorede den 26. august 2023 sit mål nummer 27 for klubben i Premier League, og blev hermed klubbens topscorer i rækken.

### Borussia Dortmund
Groß vendte i august 2024 tilbage til Tyskland, da han skiftede til Borussia Dortmund.

## Landsholdskarriere

### Ungdomslandshold
Groß har repræsenteret Tyskland på flere ungdomsniveauer.

### Seniorlandshold
Groß debuterede for Tysklands landshold den 9. september 2023.

## Privat
Hans far, Stephan Groß, var også professionel fodboldspiller.

## Titler
FC Ingolstadt 04
- 2. Bundesliga: 1 (2014-15)

Individuelle
- Brighton & Hove Albion Årets spiller: 1 (2017-18)